# Линди (область)
Линди (англ. Lindi) — одна из 30 областей Танзании. Имеет площадь около 67 000 км², по переписи 2012 года её население составило 864 652 человек. Административным центром области является город Линди.

## География
Расположена на юго-востоке страны, имеет выход к Индийскому океану. На территории области находится охотничий резерват Селус.

## Административное деление
Административно область разделена на 6 округов:
- Ливале
- Килва
- Руангва
- Начингвеа
- Линди-город
- Линди-село